# 海陵王陵
海陵王陵是中国金朝废帝海陵王完颜亮的陵墓，今址不详。
旧传闻北京市房山区长沟镇坟庄村的大墓即为海陵王陵，但考古挖掘后确认其为唐幽州节度使刘济墓。